# Cerámica Unstan

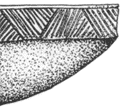
Fragmento de un tazón de cerámica Unstan.

La cerámica Unstan es el nombre usado por los arqueólogos para un tipo de cerámica neolítica finamente hecha y decorada del 4º y 3º milenio AC. Típicos son los elegantes y distintivos cuencos poco profundos con una banda de patrón estriado debajo del borde, un tipo de decoración que fue creada usando una técnica conocida como "puñalada y arrastre". Una segunda versión consiste en cuencos sin decorar, de fondo redondo. Algunos de los cuencos tenían trozos de roca volcánica incluidos en la arcilla para hacerlos más fuertes. Se utilizaban herramientas de hueso para pulir las superficies y hacerlas brillantes e impermeables.
La cerámica Unstan lleva el nombre del cairn de cámara Unstan situado en Mainland en las Islas Orcadas, y que es un buen ejemplo de una tumba de cámara en un montículo circular, donde se encontró por primera vez el estilo de la cerámica  en 1884. La cerámica Unstan se encuentra principalmente en las tumbas, específicamente en las tumbas del tipo Orkney-Cromarty. Estas incluyen la Tumba de las Águilas en Isbister en South Ronaldsay, Taversoe Tuick y en Midhowe en Rousay.
Ocasionalmente se han encontrado piezas de cerámica de Unstan en lugares de tipo Orkney que no son tumbas; por ejemplo, la granja de Knap of Howar en Papa Westray. Aunque en excavaciones más recientes en Orkney se ha descubierto que la cerámica Unstan es una característica más común en un contexto doméstico de lo que se pensaba, lo que pone en tela de juicio la interpretación de que la cerámica Unstan procede principalmente de las tumbas.

La vajilla no estándar puede haber evolucionado hacia el estilo de vajilla estriada. Esta interpretación se basó originalmente en una supuesta evolución de los estilos de cerámica, de la cerámica Unstan a la cerámica estriada, que se vio en el asentamiento de Rinyo en Rousay. D.V. Clarke afirmó en 1983 que sus investigaciones en Rinyo habían desacreditado esta evolución. John Hedges es otro de los principales defensores de lo que podría denominarse la hipótesis de la "coexistencia cultural", sugiriendo que, aunque la cerámica Unstan puede ser anterior a la cerámica estriada, las culturas asociadas a estos estilos de cerámica convivieron juntas en las Orcadas durante siglos. En esta interpretación de la evidencia, la cerámica estriada se asocia con los constructores de la clase Maeshowe de tumbas con cámara. La distribución geográfica en Orkney de los dos tipos de cerámica es la siguiente: la cerámica estriada se encuentra en  Mainland, Sanday y North Ronaldsay y la cerámica Unstan se encuentra en Mainland y en el resto de las islas, especialmente Rousay y Eday. Hedges resume su punto de vista de esta manera:
Lo importante es comprender que la población neolítica de las Islas Orcadas puede dividirse en dos partes principales sobre la base de algunos elementos de sus culturas materiales. Es probable que se hayan originado en diferentes áreas y... no hay dificultad en imaginar su capacidad para coexistir
Sin embargo, también señala:
Un punto que debe hacerse al principio es que no hay diferencia discernible en la cultura - en el sentido antropológico social - de la gente de la cerámica de Grooved Ware y de la cerámica de Unstan ... sólo es aparente en los aspectos limitados de la cultura material y la evidencia... muestra que ha estado subordinada a un nivel tribal de unidad que abarcó la totalidad de las Orcadas

## Véase también

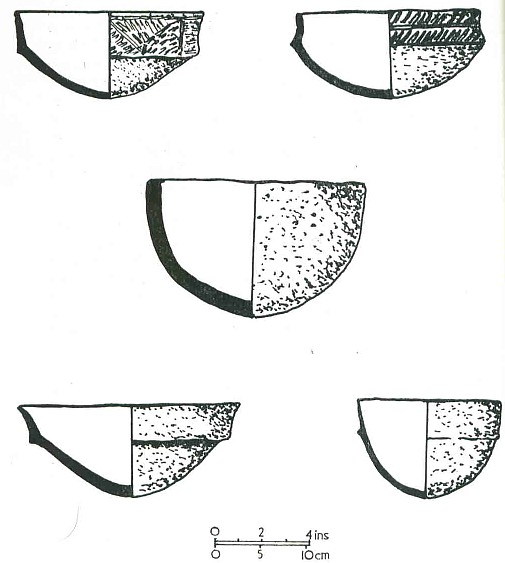
Vajilla Unstan de Taversoe Tuick.